# Lijst van voetbalinterlands Botswana - Mozambique (vrouwen)
Deze lijst van voetbalinterlands is een overzicht van alle officiële voetbalinterlands tussen de nationale vrouwenteams van Botswana en Mozambique. De landen hebben tot nu toe één keer tegen elkaar gespeeld. 

## Wedstrijden
| № | Plaats | Datum         | Competitie                       | Wedstrijd             | Uitslag |
| - | ------ | ------------- | -------------------------------- | --------------------- | ------- |
| 1 | Harare | 24 april 2002 | COSAFA Women's Championship 2002 | Mozambique − Botswana | 7 − 1   |

## Samenvatting
| Competitie                  | Totaal gespeeld | Winst Botswana | Gelijk | Winst Mozambique | Doelsaldo Botswana – Mozambique |
| --------------------------- | --------------- | -------------- | ------ | ---------------- | ------------------------------- |
| COSAFA Women's Championship | 1               | 0              | 0      | 1                | 1 − 7                           |
| Totaal                      | 1               | 0              | 0      | 1                | 1 − 7                           |